# Richard Kruse
Richard Adam Kruse (* 30. července 1983 Londýn, Spojené království) je britský a anglický sportovní šermíř, který se specializuje na šerm fleretem. Spojené království reprezentuje od prvního desetiletí jednadvacátého století. Na olympijských hrách startoval v roce 2004 a 2008 v soutěži jednotlivců a v roce 2012 a 2016 v soutěži jednotlivců a družstev. V soutěži jednotlivců postoupil na olympijských hrách 2016 do semifinále a obsadil čtvrté místo. V roce 2006 a 2009 obsadil druhé místo na mistrovství Evropy v soutěži jednotlivců. S britským družstvem fleretistů vybojoval druhé (2013) a dvě třetí (2010, 2016) místa na mistrovství Evropy.